# (39398) 6609 P-L
6609 P-L (asteroide 39398) é um asteroide da cintura principal. Possui uma excentricidade de 0.18249840 e uma inclinação de 13.69398º.
Este asteroide foi descoberto no dia 24 de setembro de 1960 por Cornelis Johannes van Houten e Ingrid van Houten-Groeneveld e Tom Gehrels em Palomar.